# Karsten Woldeit

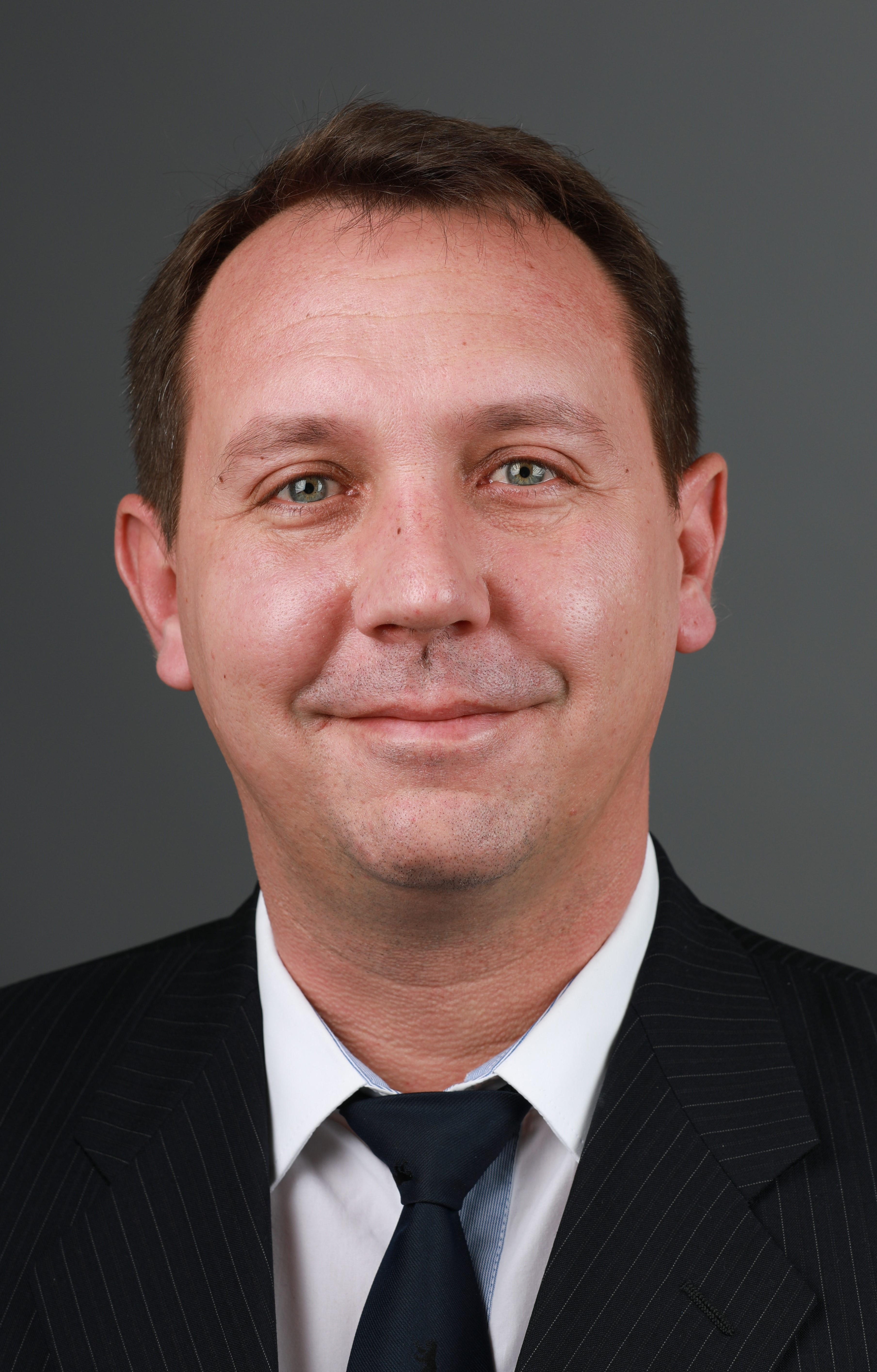
Karsten Woldeit (2017)

Karsten Woldeit (* 1975 in Iserlohn) ist ein deutscher Politiker der Alternative für Deutschland (AfD). Woldeit war von 2016 bis Ende März 2025 innenpolitischer Sprecher der Berliner AfD-Fraktion.

## Leben
Woldeit ist Kfz-Technikermeister und war als Berufssoldat für die Bundeswehr tätig. Bei der Bundeswehr war er nach eigenen Angaben im Wachbataillon und im Instandsetzungsdienst eingesetzt. Woldeit ist Vater von drei Töchtern.

## Politik

### Abgeordneter
Nach der Wahl zum Abgeordnetenhaus von Berlin 2016 zog Woldeit erstmals in das Abgeordnetenhaus von Berlin ein. Woldeit ist seit 2016 innenpolitischer und seit 2021 auch sportpolitischer Sprecher seiner Fraktion.
Am 14. Juli 2017 wurde Woldeit stellvertretender Vorsitzender des 1. Untersuchungsausschuss in der 18. Wahlperiode des Abgeordnetenhauses von Berlin. Der Untersuchungsausschuss beschäftigte sich mit dem möglichen Behördenversagen beim Terroranschlag am Breitscheidplatz.
Bei der Wahl zum Abgeordnetenhaus von Berlin 2021 zog Woldeit auf Platz 3 der Landesliste der AfD erneut ins Parlament ein. Bei der Wiederholungswahl 2023 konnte er seinen Sitz im Abgeordnetenhaus verteidigen. Er ist stellvertretender Vorsitzender der AfD-Fraktion im Berliner Abgeordnetenhaus.

### Partei
Woldeit war zuvor Mitglied der CDU. Beim Landesparteitag am 4. November 2017 wurde er zum stellvertretenden Vorsitzenden der AfD Berlin gewählt.

### Positionen und Aktivitäten

#### Al-Quds-Marsch
Die Polizei Berlin hatte 2022 den Al-Quds-Tag, eine antisemitische Propagandaveranstaltung, in ihrem „Kalender der Vielfalt“ aufgeführt und damit Kritik ausgelöst. Woldeit sagte: „Allein die Herausgabe eines ‚Kalenders der Vielfalt‘ durch die Polizei ist eine schwer erträgliche Instrumentalisierung der Polizeibehörde für eine dubiose Vielfaltsideologie.“ Die Angabe des israelfeindlichen und antisemitischen Al-Quds-Tages setze „dem Ganzen die Krone auf“.

#### Untersuchungsausschuss zu den rechtsextremen Brandanschlägen in Neukölln
Woldeit befürchtete ein „Polizei-Bashing“ im Untersuchungsausschuss zu den Brandanschlägen in Neukölln: „Die Polizei genießt hohes Vertrauen, das darf auch nicht beschädigt werden“. Woldeit wurde nicht als Mitglied in den Untersuchungsausschuss zur Serie von Brandanschlägen in Neukölln gewählt. Die Fraktion klagt nun vor dem Landesverfassungsgericht gegen die Verweigerung der Mitgliedschaft, die ihnen nach dem Untersuchungsausschussgesetz zustünde.

#### Straßenblockaden durch Klima-Aktivisten
Als sich im Winter 2021/22 Klima-Aktivisten auf Berliner Straßen festklebten, meldete sich Woldeit zu Wort. Er kritisierte, durch die Blockaden von kritischer Infrastruktur sei „die Grenze zum Terrorismus endgültig überschritten“ und forderte von der Innensenatorin ein härteres Vorgehen gegen die Aktivisten. „Jedweder Kuschelkurs würde die Protestierer nur ermutigen, noch extremistischere Aktionen durchzuführen“, so Woldeit.

#### Bußgeld gegen Kiffer
Woldeit schlug vor, gegen Drogenkonsumenten und Kleindealer in Zukunft ein Bußgeld zu verhängen. Dazu müssten auf Bundesebene das Betäubungsmittelgesetz und zudem das Ordnungswidrigkeiten-Gesetz geändert werden. Explizit warb Woldeit dafür, die Sanktion auch gegen Kiffer auf der Straße anzuwenden, sogar Mitarbeiter des Ordnungsamtes sollten dann Menschen mit einem Joint anhalten und sogleich das Bußgeld verlangen. „Mit dem Ordnungswidrigkeitsgesetz hätte ich eine Handhabe dagegen“, sagte Woldeit, „bisher passiert gar nichts.“ Dabei schwebt Woldeit eine nach Drogenmenge abgestufte Zahlung von 500 Euro für kleinste Mengen vor.

#### Innenpolitik
Eine Razzia gegen Linksextremisten wurde durch Woldeit begrüßt. „Berlin ist in den letzten Jahren zum Rückzugsort für gewaltbereite Linke geworden. Dem muss nun endlich ein Riegel vorgeschoben werden“, sagte Woldeit.
Die Wahl von Alexander Oerke zu Berlins erstem unabhängigen Polizeibeauftragten fand Woldeits Unterstützung, während die CDU gegen ihn stimmte. Oerke mache einen hervorragenden Eindruck, er halte ihn für sehr geeignet. Wichtig sei, dass der Polizeibeauftragte auch ein offenes Ohr für Polizisten habe, wenn etwas innerhalb der Polizeibehörde falsch laufe.
Kritik am Vorstoß des Bezirksbürgermeisters, ein nächtliches Alkoholverbot in Berliner Parks durchzusetzen, kam von Woldeit. Er hielt die Idee für nicht praktikabel. „Die Polizei hat Wichtigeres zu tun, als eine Teilprohibition durchzusetzen“, so Woldeit. „Und die Mitarbeiter Ordnungsämter werden sich sicher nicht mit Jugendgruppen auseinandersetzen wollen.“
Zum Ergebnis der Zwangsversteigerung der Bushido-Villa in Kleinmachnow durch ein Clan-Mitglied äußerte sich Woldeit kritisch. „Der heutige Verkauf wirft die Frage auf, woher ein 21-Jähriger 7,4 Millionen zum Erwerb eines Grundstücks hat“, teilte der AfD-Innenpolitiker mit. „Hier sind die zuständigen Behörden aufgefordert, besonders genau hinzuschauen. Die Herkunft dieses Geldes muss aufgeklärt werden, bevor der Verkauf rechtskräftig wird“, forderte Woldeit.